# تولكين والعرق
يقال إن كتابات جون رونالد تولكين الخيالية عن الأرض الوسطى تجسد مواقف عتيقة تجاه العرق. تعرف في طفولته على مواقف العصر الفيكتوري تجاه العرق، والتقاليد الأدبية القائمة على الوحوش. في حياته الشخصية، كان مناهضًا للعنصرية سواءً في زمن السلم أو خلال الحربين العالميتين.
مع خلفية أواخر القرن التاسع عشر في مجال تحسين النسل والخوف من التدهور الأخلاقي، أشار روبن آن ريد وآخرون إلى أن ذكر الاختلاط العرقي في فيلم سيد الخواتم يجسد العنصرية العلمية. وصرح ديفيد إيباتا بأن تصوير بيتر جاكسون للأورك في ثلاثية أفلامه سيد الخواتم كان مستوحى من صور كاريكاتورية دعائية عنصرية لليابانيين في زمن الحرب. وقال تولكين إن أقزامه تم تشبيههم باليهود، ما يثير تساؤلات حول احتمال وجود معاداة للسامية. قال جون ماجون إن العمل يجسد ما يسميه جغرافية أخلاقية، أي أن غرب الأرض الوسطى خير وشرقها شر.
في حياته الشخصية، عارض تولكين بشدة النظريات العنصرية النازية، كما يتضح في رسالة كتبها عام 1938 إلى ناشره. وعارض بشدة خلال الحرب العالمية الثانية الدعاية المعادية لألمانيا. وصفت ساندرا باليف ستراوبهار الأرض الوسطى بأنها متعددة الثقافات واللغات. ولاحظ باحثون، بمن فيهم باتريك كاري وكريستين تشيسم، أن الادعاءات بأن تولكين عنصري، استنادًا إلى سيد الخواتم، غالبًا ما تغفل الأدلة ذات الصلة من النص.

## المناهج العلمية
قال الباحثون والمعلقون إن تولكين كان لديه آراء بالية حول العرق، كما يتضح في قصص الأرض الوسطى، استنادًا إلى تصويره للعلاقة بين الشر والعرق (الأعراق الرئيسية هي الجان، والأقزام، والهوبيت، والبشر، والأورك). يقول روبرت ستيوارت إن تولكين كان عنصريًا لأنه يكتب عن أعراق ذات سمات مختلفة، ثم يشرع في تحليل استخدام تولكين للأبيض والأسود (بما في ذلك نفوره من العنصرية والفصل العنصري من تجربة والدته في جنوب أفريقيا)، وطبيعة الأورك، والصلات العرقية في لغته، ومعاداة السامية، والتسلسل الهرمي الواضح للأعراق والأسياد داخلها. ويخلص ستيوارت إلى أن أساطير تولكين مليئة بالصور العنصرية، وفي بعض الأحيان، مشبعة بالقيم العنصرية.
تدرس ديميترا فيمي، عالمة الفولكلور والباحثة في تولكين، استخدام تولكين للعرق ومواقفه منه في كتابها الصادر عام 2009 بعنوان تولكين، العرق والتاريخ الثقافي. وتشير إلى أن علماء، بمن فيهم أندرسون ريريك، وديفيد بيري، وباتريك كاري، قد انتقدوا تولكين أو دافعوا عنه بتهم عنصرية. ردًا على ذلك، تقول إن تولكين كتب في الغالب عندما كان العرق ما يزال مصطلحًا علميًا صالحًا، بينما كان العلماء ما يزالون يحملون أفكارًا حول طبيعة الإنسان ومكانته في العالم. ولذلك، ترى أنه من الصعب جدًا تناول مثل هذه الأسئلة المتعلقة بالعنصرية في أعمال تولكين، إذ لا يمكن تناولها إلا في إطار المنظورات الحديثة للعنصرية والتمييز العنصري.

## مناقشات العنصرية في الأرض الوسطى
انتقد بعض الكتاب، منهم أندرو أوهير وجيني تيرنر، أوصاف تولكين لبعض الشخصيات والأعراق، ووصفوها بالعنصرية - وخاصةً أوصافه للأورك وتشابههم المزعوم مع الصور النمطية للآسيويين في القرن العشرين. في رسالة خاصة، وصف تولكين الأورك بأنهم:
قصار القامة، عريضو القامة، مسطحو الأنف، شاحبو البشرة، ذوو أفواه واسعة وعيون مائلة: في الواقع، نسخ متدهورة ومقززة من أقل أنواع المغول جمالًا (بالنسبة للأوروبيين). 
كتب الصحفي أندرو أوهير لموقع Salon.com عن أوركس تولكين: إنهم داكنو البشرة وعيونهم مائلة، ورغم امتلاكهم العقل والكلام والتنظيم الاجتماعي، وكما ذكر شيبي، نوعًا من الحساسية الأخلاقية، لكنهم أشرار بطبيعتهم. يخلص أوهير إلى أنه بينما يعد وصف تولكين للأورك تمثيلًا كاشفًا لـ الآخر، لكنه أيضًا نتاج خلفيته وعصره، وأن تولكين لم يكن عنصريًا أو معاديًا للسامية عن قصد؛ ويذكر رسائل تولكين في هذا الصدد. كررت الناقدة الأدبية جيني تيرنر، في مقال لها في مجلة لندن ريفيو أوف بوكس، قول أوهير بأن الأورك بقصد وقصد، صورة كاريكاتورية جنونية من شمال أوروبا للأعراق التي سمع عنها بشكل غامض، لكنها أضافت تحذيرات مماثلة قائلة: لا يبدو أن تولكين كان مهووسًا بهذه المواضيع (العرق ونقاء العرق) بقدر غيره. ربما كان يبالغ في إظهار القلق في كتبه.
يقول باتريك كاري وكريستين تشيسم وآخرون إن الانتقادات التي تركز على العرق لتولكين وكتاباته عن الأرض الوسطى غالبًا ما تغفل الأدلة النصية ذات الصلة، وتستشهد بصور من اقتباسات مثل أفلام بيتر جاكسون بدلًا من العمل نفسه، وتتجاهل غياب أي دليل على مواقف أو أحداث عنصرية في حياة المؤلف الشخصية، وتزعم أن رؤية العنصرية في كتاباته هي في حد ذاتها وجهة نظر هامشية.
يكتب والتر شيبس أن مسؤولية تولكين لا تتجاوز إبداعه: لا يمكننا أن نتوقع منه أن يتوافق مع القيم الإنسانية المهمة. ويضيف شيبس أنه بما أن تولكين هو المصدر الوحيد للبيانات عن الأورك والأعراق الأخرى، فلم نعد بحاجة إلى أن ننزعج من حقيقة أن مخلوقات تولكين الشريرة سوداء (الأورك)، وتتحدث الإنجليزية غير النحوية، وهي لغة الطبقة الدنيا (الترول)، وما إلى ذلك. ينكر شيبس صراحة أن الأرض الوسطى لا أخلاقية - ويقتبس من باتريشيا ماير سباكس قولها إن اللاأخلاقية غير ممكنة حقًا في مخطط تولكين - لكنه يذكر أن أخلاقيات العمل مع ذلك تختلف جذريًا عن أخلاقياتنا.

### التدهور الأخلاقي من خلال الاختلاط العرقي
يلاحظ عالما الأدب الإنجليزي وليام ن. روجرز الثاني ومايكل ر. أندروود أن الخوف من التدهور الأخلاقي والانحطاط كان عنصرًا شائعًا في الثقافة الغربية في أواخر القرن التاسع عشر؛ أدى هذا إلى تحسين النسل. في رواية البرجان، يقول إنت تريبيرد
إنها علامة على الشرور التي جاءت في الظلام الدامس أنها لا تستطيع تحمل الشمس؛ لكن أورك سارومان قادرون على تحملها، حتى لو كرهوها. أتساءل ماذا فعل؟ هل هم بشر دمرهم، أم أنه مزج أعراق الأورك والبشر؟ سيكون ذلك شرًا أسود!
تقول الباحثة الأدبية روبن آن ريد، في مجلة أبحاث تولكين، إن الدراسات الحديثة للتأثيرات العديدة على أورك تولكين تتضمن التركيز على العنصرية العلمية في القرن التاسع عشر وتحديات القرن العشرين لهذا المفهوم. وبالمثل، تصف الباحثة الأسترالية هيلين يونغ، التي تدرس الروابط بين تفوق البيض والعصور الوسطى، تولكين بأنه جسر بين العنصرية العلمية في القرن التاسع عشر والعنصرية في الخيال الحديث.
يعلق الفيلسوف تشارلز دبليو ميلز على أن تولكين، في كتاباته عن الأرض الوسطى، يعيد بفعالية إحياء الأسطورة العنصرية للتفكير الأوروبي في القرن التاسع عشر، على يد رجال مثل البريطاني فرانسيس غالتون، المُناصر لعلم تحسين النسل. ويشير ميلز إلى وجود خوف من أن يؤدي اختلاط ما كان يسمى آنذاك بالأعراق إلى انحطاط داخلي وانحطاط الأوروبيين البيض المفترض تفوقهم. ويتفق ستيوارت مع هذا الرأي، إذ يدرس مقترحات تولكين البديلة لأصول الأورك، سواء كانت حيوانات، أو آلات آلية، أو جنيات ملتوية، ويجد فيها دلائل على موقف عنصري.